# Tinospora sagittata
Tinospora sagittata là một loài thực vật có hoa trong họ Biển bức cát. Loài này được (Oliv.) Gagnep. miêu tả khoa học đầu tiên năm 1908.